# Veverka holouchá
Veverka holouchá (Exilisciurus exilis) je hlodavec z čeledi veverkovití (Sciuridae), jeden ze zástupců rodu Exilisciurus. S hmotností okolo 20 g, délkou hlavy a těla maximálně 75 mm a délkou ocasu maximálně 50 mm jde o nejmenší druh v rámci tohoto rodu a také o jednu z nejmenších veverek světa. Zbarvení hřbetu je olivově hnědé s rezavými odlesky, ocas je svrchu rezavější než zespod. Srst porůstající břicho je narůžovělá. Oči lemují úzké pásky pigmentované kůže.
Veverka holouchá patří mezi špatně známé savce, přičemž nejistý zůstává i areál jejího rozšíření. Předpokládalo se, že výskyt zahrnuje primárně Borneo, nicméně Mezinárodní svaz ochrany přírody (IUCN) se ve svém vyhodnocení stavu ohrožení z roku 2016 odvolává na nepublikované údaje, podle nichž mohou veverky žít rovněž na blízké Sumatře, odkud prý pochází i typový jedinec (sumaterská forma by mohla získat status samostatného druhu). Areál výskytu navíc zahrnuje i ostrov Banggi u bornejského pobřeží, přičemž místní populace mohou být vyčleněny do poddruhu E. e. retectus, jenž se má od nominátního poddruhu odlišovat méně sytým zbarvením hřbetu, a naopak krémovějším zbarvením břicha.
Přirozeným biotopem těchto veverek jsou lesy v nížinách a nižších horských polohách, byť alespoň lokálně žijí až po minimálně 1 700 metrů nad mořem (Gunung Pueh v Sarawaku). Jde o denní druh, pohybující se na kmenech stromů a lián do výšky 12 a více metrů. Naopak hnízda, malé kopulovité stavby, si veverky nejspíše budují blíže podrostu. Jejich potravu tvoří stromová kůra a lišejníky, ale i hmyz.
Nejistota ohledně areálu výskytu, velikosti populace a ekologických nároků vede k tomu, že IUCN považuje veverku holouchou za druh, o němž chybí údaje. Hrozby pramení především z přetváření původních lesů na plantáže palem olejných, přičemž není jasné, jak jsou k degradovanému prostředí populace veverek vnímavé. Ačkoli se tento druh vyskytuje v některých chráněných oblastech, ty zřejmě mohou udržovat pouze malé populace, neboť většinou nezahrnují preferované nížinné lesy.